# Refuge d'Ortu di u Piobbu
Il refuge d'Ortu di u Piobbu  è un rifugio alpino che si trova nel comune di Calenzana a 1.570 m  d'altezza ai piedi del Capo a Dente (2.032 m) nella valle del fiume Secco. Ha una capienza di trenta posti letto. 
Il rifugio è stato distrutto da un incendio il 4 maggio 2019.